# Le Journal de Lady M.
Pour plus de détails, voir Fiche technique et Distribution.
Le Journal de Lady M. est un film franco-hispano-belgo-suisse réalisé par Alain Tanner et sorti en 1994.

## Fiche technique
- Titre : Le Journal de Lady M.
- Réalisation : Alain Tanner
- Scénario : Myriam Mézières
- Photographie : Denis Jutzeler
- Décors : Alain Chennau
- Costumes : Laurent Mercier
- Son : Henri Maikoff - Mixage : Alain Garnier
- Musique : Arié Dzierlatka
- Montage : Monica Goux
- Régie: Mathieu Amalric, Blanca Zaragueta, Donato Rotunno
- Production : Filmograph (Genève) - Les Productions Lazennec (France) - Messidor Films (Espagne) - Nomad Films (Belgique)
- Pays d'origine :  Suisse -  France -  Espagne -  Belgique
- Durée : 120 minutes
- Date de sortie : France - 30 mars 1994

## Distribution
- Myriam Mézières : Lady M.
- Juanjo Puigcorbé : Diego
- Félicité Wouassi : Nuria
- Antoine Basler : l'homme du Kismet
- Carlotta Soldevila
- Makeda : Billie